# Marcel de Quervain

Marcel de Quervain (1964)

Marcel de Quervain (* 17. Mai 1915 in Zürich; † 16. Februar 2007 ebenda; heimatberechtigt in Burgdorf, Vevey und Bern) war ein Schweizer Physiker, Glaziologe, Physikochemiker und Hochschullehrer.

## Leben und Wirken
Marcel de Quervain, Sohn von Alfred de Quervain, heiratete 1947 Rita Wismer, Tochter des Chemikers Heinrich Wismer. Zwischen 1935 und 1939 absolvierte er ein Studium der Naturwissenschaften an der ETH Zürich. Dort war er auch als Assistent von Paul Scherrer tätig und promovierte 1944.
Ab 1945 war de Quervain am Eidgenössischen Institut für Schnee- und Lawinenforschung (SLF). Dabei entstanden Arbeiten über mechanische und thermische Schneeeigenschaften. Von 1948 bis 1949 war de Quervain am National Research Council in Ottawa tätig. Darauf folgte zwischen 1950 und 1980 eine Anstellung als Direktor des SLF. Ab 1959 war er Leiter der schweizerischen Gruppe Glaziologie des Inlandeises der Internationalen Glaziologischen Grönlandexpedition. Ferner war er ab 1962 Dozent und zwischen 1969 und 1981 Titularprofessor für Lawinenverbau und Wolkenphysik an der ETH Zürich. Er war Mitglied in zahlreichen Kommissionen und Gesellschaften. Ihm wurden mehrere internationale Auszeichnungen verliehen, darunter der Seligman Crystal der International Glaciological Society. De Quervain war führend in Lawinenklassifikation und -schutz sowie in der Entwicklung einer internationalen Methode zur Schneemessung. 
In der Schweizer Armee erlangte de Quervain den Rang des Oberstleutnants.